# Othreis talboti
Othreis talboti är en fjärilsart som beskrevs av Louis Beethoven Prout 1922. Othreis talboti ingår i släktet Othreis och familjen nattflyn. Inga underarter finns listade i Catalogue of Life.

## Bildgalleri

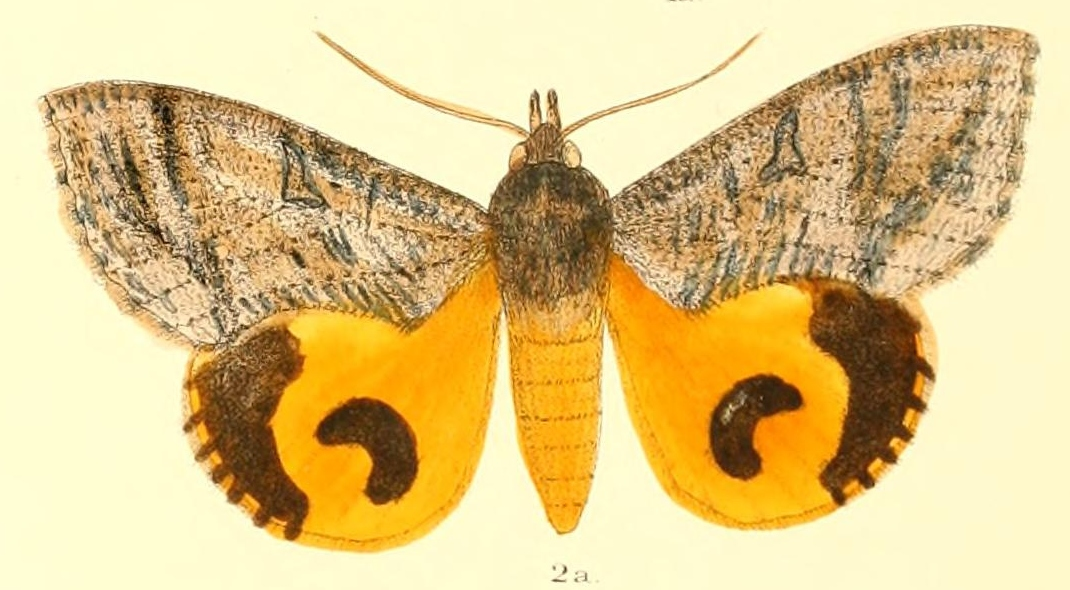
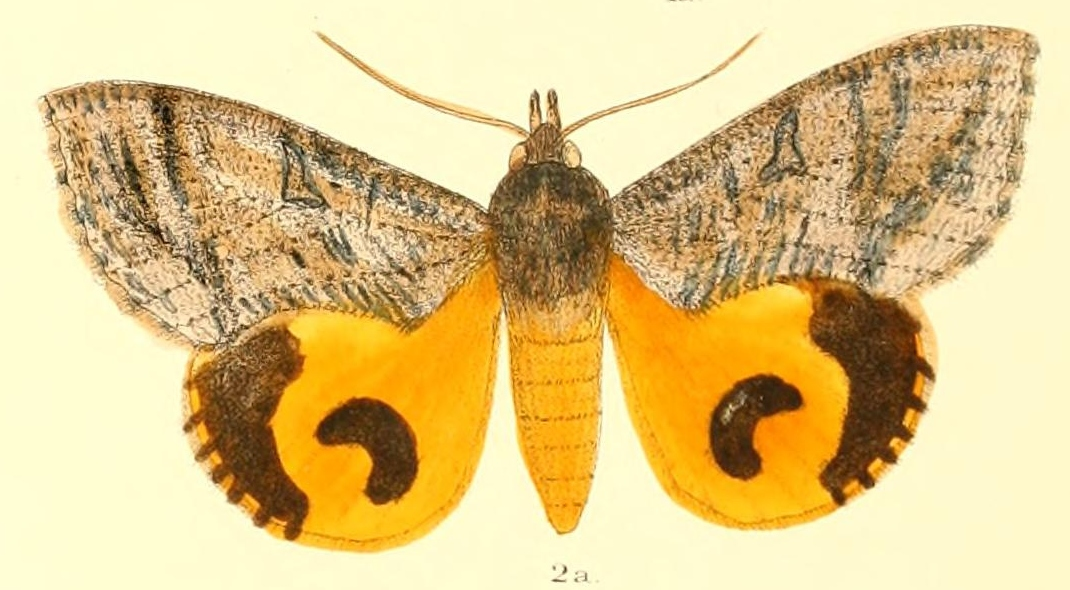